# 旭東電気
旭東電気株式会社（きょくとうでんき）は、日本の電気器具メーカー。加賀電子の100%子会社。

## 概要
1945年に前身の旭東電気研究所が創業。後に旭東電気に社名変更して現在に至る。家庭用安全ブレーカーなどを長年にわたり手掛けてきたほか、液晶パネルなどの受託生産も行ってきた。
2018年7月に持株会社制へ移行。旭東電気株式会社（初代）は旭東ホールディングス株式会社へ商号変更され、事業は会社分割で設立された旭東電気株式会社（2代）が継承した。

## 加賀電子へ事業譲渡
中華人民共和国やベトナムに進出し、現地でブレーカーや漏電遮断器の製造を行ってきたが、中国の工場への投資負担が重く収益力が下がっていた。そうした状況の中、2020年に中国国内で急速に感染拡大した新型コロナウイルスの影響で工場の稼働率が低下、急速に資金繰りが悪化した。旭東電気は同年4月28日、大阪地方裁判所に民事再生法の適用を申請、同日付で弁済禁止の保全処分および監督命令を受けた。負債総額は約62億円。旭東ホールディングスも同年5月8日に大阪地方裁判所に民事再生法の適用を申請、同日付で弁済禁止の保全処分および監督命令を受けた。
加賀電子は大阪地方裁判所に「旭東電気の支援に関する支援意向表明書」を提出。加賀電子は旭東電気との間で支援スキームなどに関して協議を行うとしていたが、旭東電気と加賀電子は同年6月3日に、加賀電子が旭東電気の民事再生スポンサーとなると同時に、旭東電気が手掛ける事業を加賀電子本体もしくは加賀電子が新たに設立する新会社へ同年9月に譲渡することで基本合意し、同年8月31日に加賀電子との間で民事再生スポンサーに関する最終合意書を締結した。
加賀電子は、2020年11月2日に旭東電気株式会社（以下旧社）から新設分割で設立した旭東電気株式会社（以下新社）の全株式を設立当日に取得し、新社は加賀電子の100%子会社となった。旧社の澤田康博社長は新社の社長に就任した。旧社は同日付でYK管財株式会社へ商号変更された。
一方の旭東ホールディングスは加賀電子による支援の対象外となり、同年9月17日に大阪地方裁判所から民事再生手続を棄却され、同日付で破産手続開始決定を受けた。
旭東電気旧本社ビルの低層階にはスーパーマーケット（ライフ新森店）が入居していたが、加賀電子に事業譲渡された後の2021年1月31日に閉店した。
新社とYK管財の本店所在地は2021年6月に大阪市旭区から守口市へ移転した。YK管財は民事再生手続を継続している。